# Abdullah Cevdet

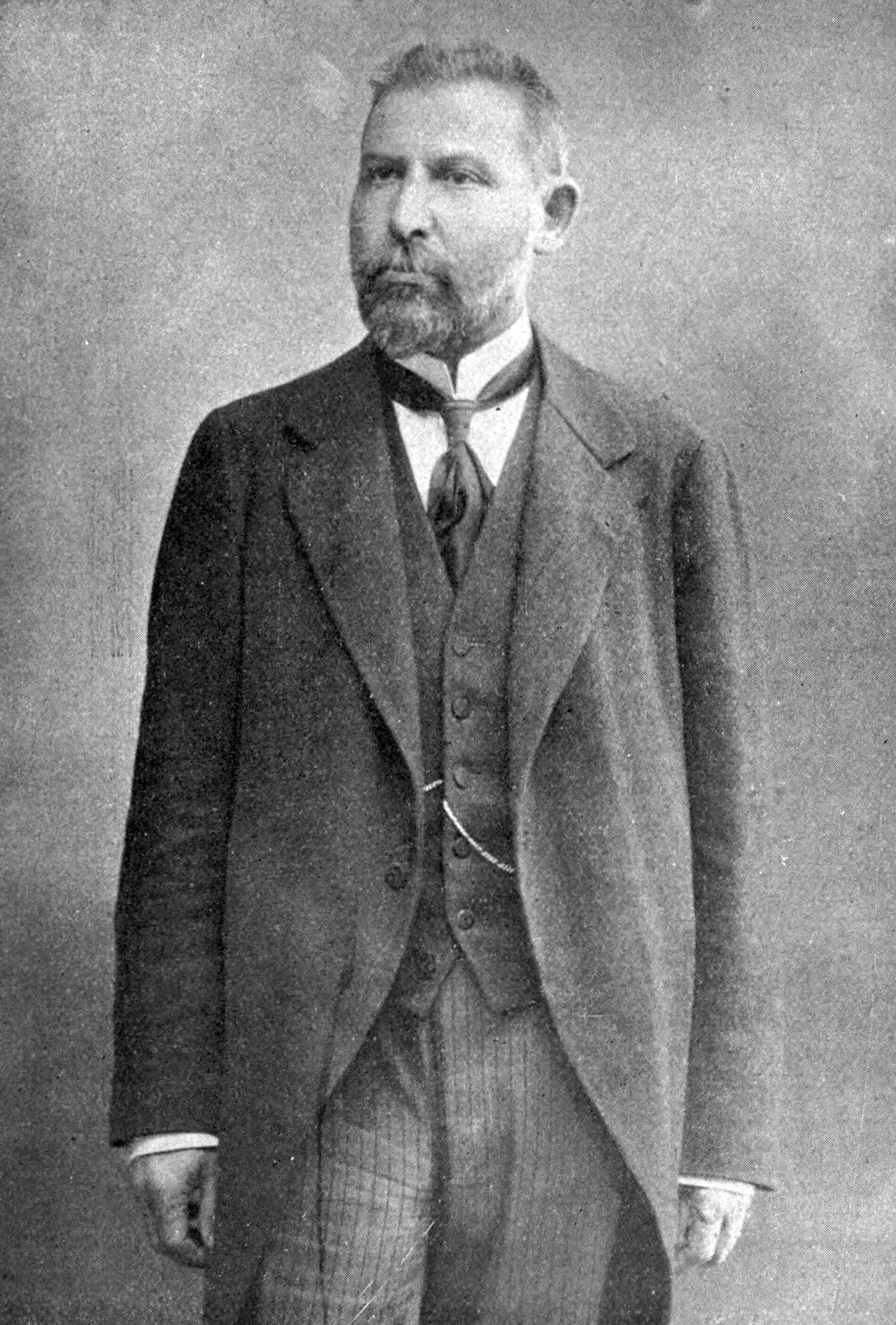
Abdullah Cevdet

Abdullah Cevdet Karlıdağ (osmanisch عبدالله جودت, * 9. September 1869 in Arapgir; † 29. November 1932 in Istanbul) war ein osmanisch-türkischer Intellektueller kurdischer Herkunft und Arzt. Er war auch Poet, Übersetzer, radikaler Freidenker und ein Ideologe der Jungtürken, die die Verwestlichungsbewegung im Osmanischen Reich von 1908 bis 1918 anführten.

## Ziele
Das Hauptziel der Jungtürken wie auch Cevdets war es, dem absolutistischen Regime Abdülhamids II. ein Ende zu setzen. Dazu gründeten Cevdet und vier andere Medizinstudenten (darunter Ibrahim Starova) auf der Medizinischen Militärschule 1889 in Istanbul das geheime „İttihad-ı Osmani Cemiyeti“ (Komitee der osmanischen Einheit), das später im „İttihat ve Terakki Cemiyeti“ (Komitee für Einheit und Fortschritt) aufging. Anfangs ohne politische Agenda, wurde das Komitee von mehreren seiner Führer politisiert und führte dann eine Revolution 1908 gegen Abdülhamid an. Cevdet war politisch nicht in das Komitee eingebunden, vertrat aber dessen säkulare Ideen bis zu seinem Tod.
Neben dem Komitee war Cevdet Mitglied mehrerer kurdischer Vereine, die nach 1908 gegründet wurden. So schrieb er für das Kürt Teavün ve Terakki Cemiyeti und für die Kürt Talebe Hêvî Cemiyeti. Er gehörte auch der Kürdistan Teali Cemiyeti an.
Cevdet war Befürworter des Dezentralistischen Flügels der Jungtürken, der Linie von Prinz Sabahaddin, der 1908 die kurzlebige jungtürkische Freisinnige Partei gründete. Diese Vereinigung war die einzige Konkurrenzpartei des Komitees für Einheit und Fortschritt bei den osmanischen Wahlen von 1908. Noch vor der Konstitutionellen Revolution verteidigte Cevdet die Ansicht, die verschiedenen ethnischen Kulturen des osmanischen Reichs gleichermaßen zu behandeln, er war also ein Anhänger des Osmanismus, einer mit der Tanzimat aufgekommenen und insbesondere von den Jungosmanen und den Jungtürken vertretenen Ideologie. Er war gegen die politische Autonomie der muslimischen Minderheiten also auch die der Kurden. Für die Zukunft des osmanischen Staates favorisierte er anscheinend dennoch eine Art föderalen Staat.
Cevdet hatte den Ruf eines antimuslimischen Freidenkers. Dennoch hatte er gute Verbindungen zum religiösen Führer Said Nursî. Diese Nähe geht wahrscheinlich auf die sonst ähnlichen Einstellungen von beiden zurück. Sie verband ihr Engagement für den Osmanismus, der Glaube an wissenschaftlichen Fortschritt und ihr Wunsch, die Kurden weiterzubilden.

## Die Zeitschrift İctihad
Cevdet wurde von der materiellen Philosophie des Westens und deren antagonistischer Stellung gegenüber der institutionalisierten Religion beeinflusst. Er veröffentlichte Artikel über sozio-religiöse, politische, wirtschaftliche und literarische Fragestellungen in der Zeitschrift İctihad, die 1904 in Genf gegründet wurde und dazu benutzt wurde, moderne Denkweisen zu verbreiten und so die islamischen Massen aufzuklären. Er wurde einige Male wegen seiner politischen Aktivitäten verhaftet und außer Landes geschickt und lebte zum Beispiel in London oder Paris. Seine Zeitschrift wurde öfter verboten unter anderem wegen seiner Opposition gegen den Kriegseintritt der Osmanen in den Ersten Weltkrieg.
Er wurde mehrmals angeklagt, da einige seiner Schriften als Blasphemie gegen den Islam und Mohammed angesehen wurden. Daher wurde er als Ewiger Feind des Islams (Süssheim, EI) und Aduvullah (Der Feind Gottes) bezeichnet. Seine vielleicht bekannteste Anklage bekam er wegen des Lobens des Bahaiglaubens in einem Artikel der Ictihad vom 1. März 1922. Abdullah Cevdet war einer der Intellektuellen, die Mustafa Kemal Atatürk in seinen Reformen zur Säkularisierung der Türkei beeinflusst haben.

## Werke
Cevdet schrieb mehrere Gedichtbände und übersetzte unter anderem Werke von Gustave Le Bon, William Shakespeare und Omar Chayyām ins Türkische. Insgesamt schrieb und übersetzte er mehr als sechzig Werke.